# Föhr
Föhr (Deens: Før, Noord-Fries: Feer) is een van de Noord-Friese Waddeneilanden in het noordwesten van Duitsland. Het ligt zuidelijk van Sylt en heeft een oppervlakte van 82 km². Daarmee is het het tweede Duitse waddeneiland en het grootste zonder vaste verbinding met het vasteland. Het eiland is ongeveer 6,8 kilometer breed en 12 kilometer lang. Het telt ongeveer 8500 inwoners (2023).
Het stadje Wyk is de grootste plaats op het eiland. Daarnaast zijn er zestien kleinere dorpen. Bestuurlijk is het eiland deel van het Amt Föhr-Amrum. Het eiland bestaat uit elf gemeenten en de stad Wyk. Beide maken deel uit van de Kreis Noord-Friesland. 3000 inwoners van Föhr spreken Noord-Fries, dat ter plaatse het Fering of ook wel Föhring wordt genoemd. De taal handhaaft zich vooral in de westelijke dorpen.
Vanuit Wyk worden veerdiensten onderhouden op Dagebüll op het vasteland en, over het Amrumer Tief, op het westelijke buureiland Amrum. Bij Wyk bevindt zich een klein vliegveld.
Föhr is een geliefde vakantiebestemming en beschikt over zandstranden (15 km van de 37 km omtrek van het eiland). De zeepromenade van Wyk geeft uitzicht op de naburige Halligen. Het hoogste punt van het eiland bevindt zich ten zuiden van Oevenum (13 meter boven de zeespiegel). Het "Groene Eiland" telt ca. 11.000 runderen.

## Bezienswaardigheden
- Klokkentoren in Wyk (gebouwd in 1886)
- Drie middeleeuwse kerken uit de 12e en 13e eeuw: de Sint-Nicolaaskerk in Boldixum, de Sint-Johanneskerk in Nieblum en de Sint-Laurentiuskerk in Süderende.
- Vijf molens, waarvan twee in Wyk en de anderen in Wrixum, Borgsum en Oldsum
- De Lembecks-Burg bij Borgsum uit de tijd van de Grote Volksverhuizing met een doorsnee van meer dan 100 meter en een hoogte van 8 meter; volgens een plaatselijke legende verbonden met een gevreesde 14e-eeuwse roofridder, Klaus Lembeck
- Zes eendenkooien op het noordelijke moerassige deel van het eiland, waarvan er één, bij Oldsum[1], af en toe bezichtigd kan worden; hier mag de wintertaling (Krickente) in beperkte aantallen ook nog door de bevoegde kooiker voor menselijke consumptie worden gevangen.
- Museum Kunst der Westküste, Alkersum, met o.a. een belangrijke collectie schilderkunst uit de 19e-21e eeuw; daartoe behoort werk van Emil Nolde, Hendrik Willem Mesdag, Edvard Munch, Max Liebermann en Jozef Israëls, en meer recent, van o.a. Nan Hoover.
- Friesenmuseum, historisch museum te Wyk
- Gevarieerd natuurschoon
- De stranden

## Dorpen
Alkersum --
Boldixum --
Borgsum --
Dunsum --
Goting --
Hedehusum --
Klintum --
Midlum (Föhr) --
Nieblum --
Oevenum --
Oldsum --
Süderende --
Toftum --
Utersum --
Witsum --
Wrixum

## Geschiedenis
Zie ook de artikelen over de afzonderlijke plaatsen op het eiland.

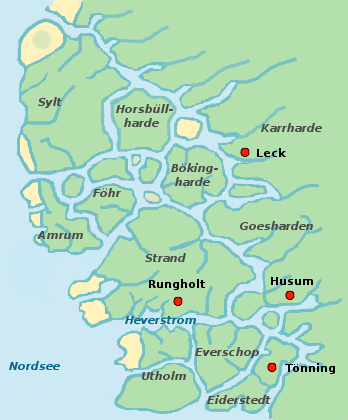
Het gebied Uthlande vóór de Sint-Marcellusvloed (16 januari 1362)
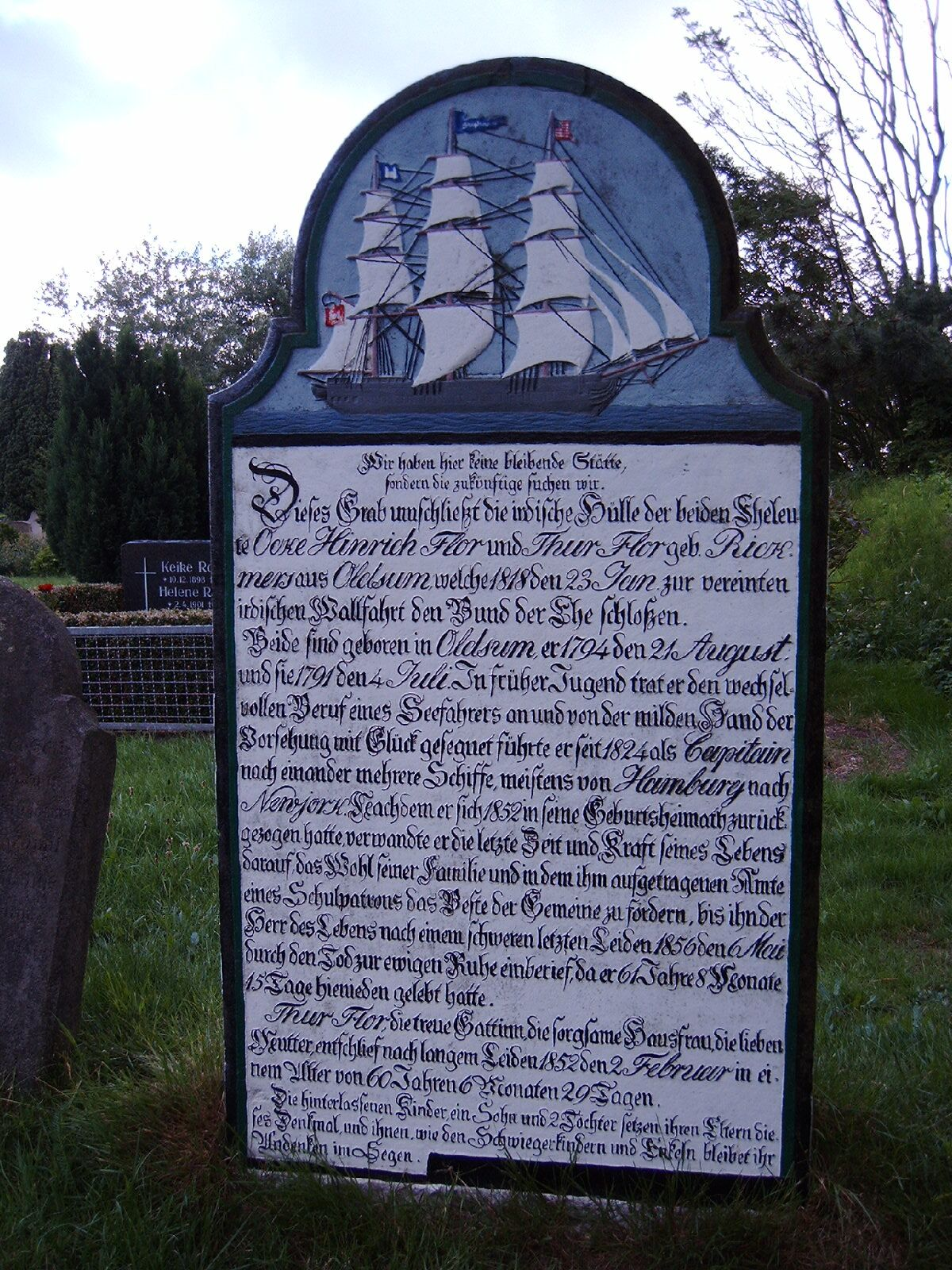
Sprekende grafsteen van een scheepskapitein op Föhr
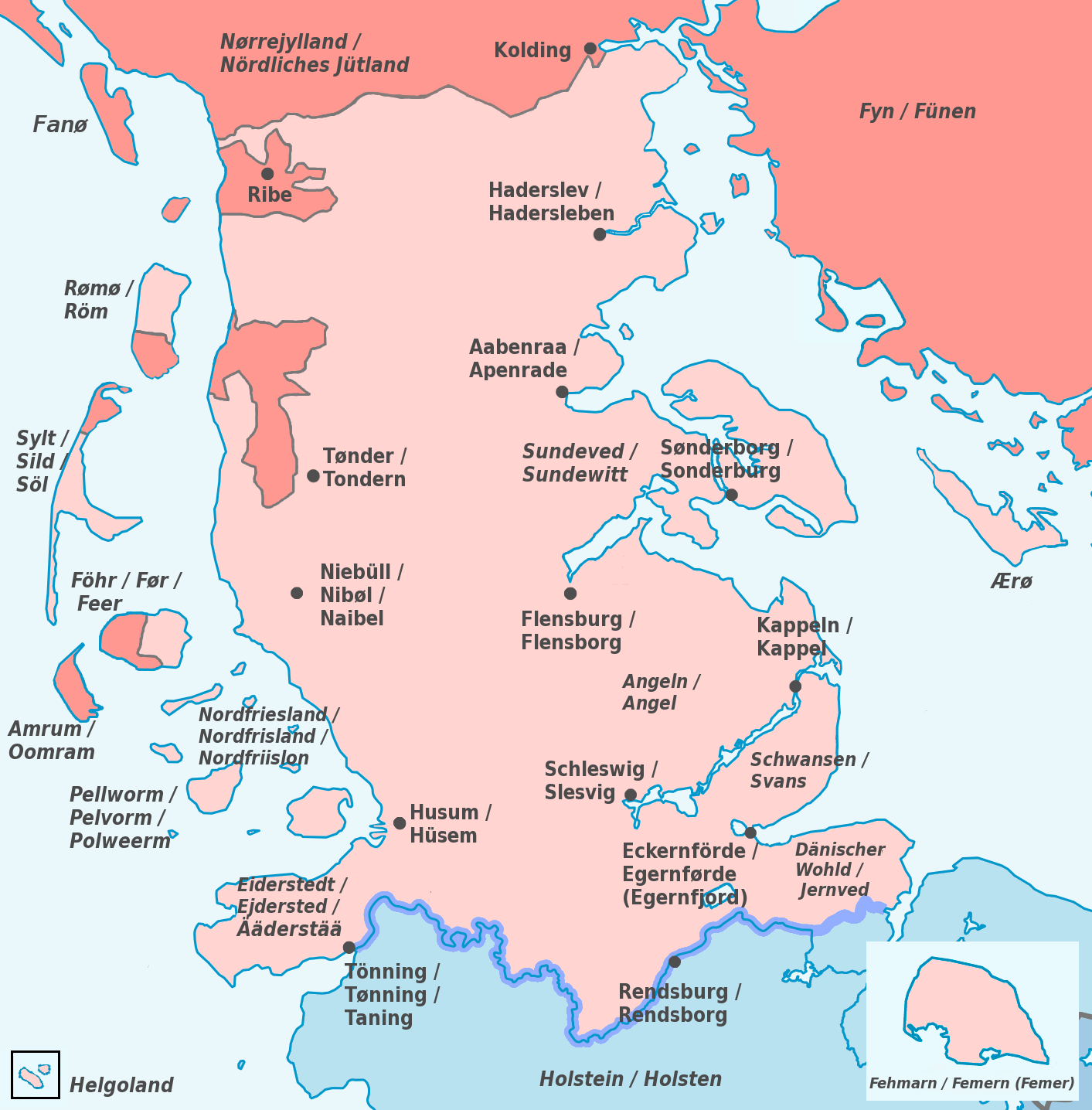
Het Hertogdom Sleeswijk in het midden van de 19e eeuw, na de Eerste Duits-Deense Oorlog vanaf 1851 in personele unie met het Koninkrijk Denemarken

De eilanden Föhr, Amrum en Sylt liggen op een aan het eind van de voorlaatste ijstijd, het Saalien, ontstane morene. Keileem, klei en ander materiaal vormde afzettingen, die tot stuwwallen uitgroeiden. Reeds in het neolithicum, de Jonge Steentijd, woonden er mensen in het gebied, die ook enkele megalietmonumenten en grafheuvels achterlieten. Achtereenvolgens Angelen, Vikingen en Friezen hadden er in de Vroege Middeleeuwen kleine nederzettingen. Men leefde van visserij, zeevaart en het winnen van keukenzout door zeezout te scheiden van verbrande turf. Deze ook uit Nederland bekende moernering leidde tot bodemdaling en droeg uiteindelijk bij aan groot landverlies bij overstromingen.
Het zeewaterpeil lag tot omstreeks de 11e eeuw van onze jaartelling beduidend lager dan tegenwoordig. Het gebied van de genoemde drie eilanden, Uthlande, was tot aan de  catastrofale Sint-Marcellusvloed (1362) of Eerste Grote Mandränke grotendeels venig, moerassig land met prielen ertussen. Niet ver ten zuiden van de eilanden, op het zuidoostelijke buureiland Strand, lag de legendarische havenstad Rungholt, die geheel in zee verdween. Na deze stormvloed ontstond grofweg de huidige Noordelijke Waddenzee. Later, op 11-12 oktober 1634, werd het gebied geteisterd door de Burchardivloed of Tweede Grote Mandränke, die Strand op enige halligen na in zee deed verzinken.
Föhr zelf was intussen een deel geworden van Denemarken. Het eiland werd in 1231 voor het eerst in een document vermeld. Prins Abel van Denemarken had in 1250 na de moord op zijn broer een geslaagde machtsgreep gedaan, maar sneuvelde in 1252 in een slag tegen de Friezen, van wie hij te hoge belastingen had geëist. Volgens sommigen vond een gedeelte van de gevechten bij deze opstand plaats op Föhr. 
Administratief was Föhr verdeeld in twee harden of districten: de Westerharde omvatte ook het naburige Amrum, de Oosterharde of Osterland kwam kort na 1420 onder bestuur van het Hertogdom Sleeswijk te staan, wat tot 1864 zo bleef. De Westerharde kwam in 1400 onder direct bestuur van koningin Margaretha te staan, en zo behoorden Amrum en de westelijke helft van Föhr tot 1864 tot de Deense koninklijke enclaves.
In de 17e en 18e eeuw was er door de walvisvaart sprake van economische bloei op de waddeneilanden, waaronder Föhr. Veel mannen, die de gevaarlijke Groenlandvaart overleefden en de rang van kapitein hadden weten te bereiken, bouwden, terug aan land, fraai ingerichte stenen huizen, en na hun dood kregen zij fraaie grafstenen. Veel herinneringen aan deze nering zijn bewaard gebleven.
In de 19e eeuw waren er bij Groenland bijna geen walvissen meer, en de eilanden vielen tijdelijk terug in armoede, mede door politieke omstandigheden. Jonge mannen weken uit voor de militaire dienstplicht, en er was veel emigratie naar de Verenigde Staten. Pas in de tweede helft van de 19e, en in de 20e eeuw, toen het strand- en kuurtoerisme opkwam, trad weer economisch herstel in. Koning Christiaan VIII van Denemarken was in 1842 een van de eerste kuurgasten op Föhr. Na hem bezochten prominente personen als Hans Christian Andersen (1844), Arthur Rubinstein en Johann Strauss junior het eiland.  In de 19e eeuw was de vangst van eenden in de eendenkooien van met name Oldsum een lucratieve activiteit. Tot aan de Eerste Wereldoorlog werd het zo gevangen eendenvlees o.a. als conserven naar de Verenigde Staten uitgevoerd. Eend van Föhr stond ook op het menu voor de passagiers van tussen Duitsland en Amerika varende passagiersschepen.
In 1864 werd Wyk op Föhr door de marine van Pruisen veroverd tijdens de Tweede Duits-Deense Oorlog, die aan de Deense heerschappij over Föhr een einde maakte. In 1920 koos de meerderheid van de Föhrer bevolking bij het plebisciet Referendum in Sleeswijk voor het blijven bij Duitsland.
In de Tweede Wereldoorlog liep Föhr weinig schade op.

In 2004 werd de uit mannen van Föhr bestaande rockgroep Stanfour opgericht, die vooral tot 2016 succesvol was. Het plaatselijke Noord-Friese dialect , Föring of Fering, won in dezelfde jaren aan populariteit door de successen van een folk-groep Kalüün (energie), die liedjes in die taal zingt.

## Bekende personen van Föhr
- Matthias Petersen (* 24 december 1632 in Oldsum; † 16 september 1706; ook Matz Peters of Glücklicher Matthias genoemd), kapitein en walvisjager; omdat hij liefst 373 walvissen ving, werd hij rijk en beroemd. Hij was een verre voorvader van de Amerikaanse schrijver en milieubeschermer Peter Matthiessen (die in 1989 Föhr voor stamboomonderzoek heeft bezocht).
- Stine Andresen (1849-1927), dichteres, schreef in het Duits en het Noordfries veel gedichten over het eiland
- Friedrich Christiansen (Wyk auf Föhr, 12 december 1879 - Aukrug, 3 december 1972), hooggeplaatst militair  in Nazi-Duitsland, met name bij de Luftwaffe en oorlogsmisdadiger.
- René Kollo (geb. 1937), tenor
- Friede Springer geb. Riewerts (* 15 augustus 1942 in Oldsum op Föhr), vijfde echtgenote en mede-erfgename van de uitgever Axel Springer, gold in 2012 met een privé-vermogen van enkele miljarden euro als de rijkste op het eiland geboren persoon ooit.

## Partnergemeentes
- Wyk auf Föhr onderhoudt een jumelage met Mittenwald in Beieren.